# Base Antártica Almirante Brown

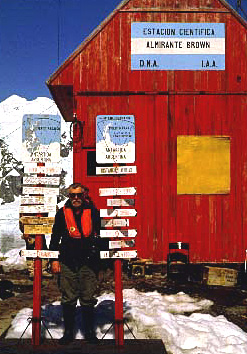
Fotografia da base tirada em 1996.

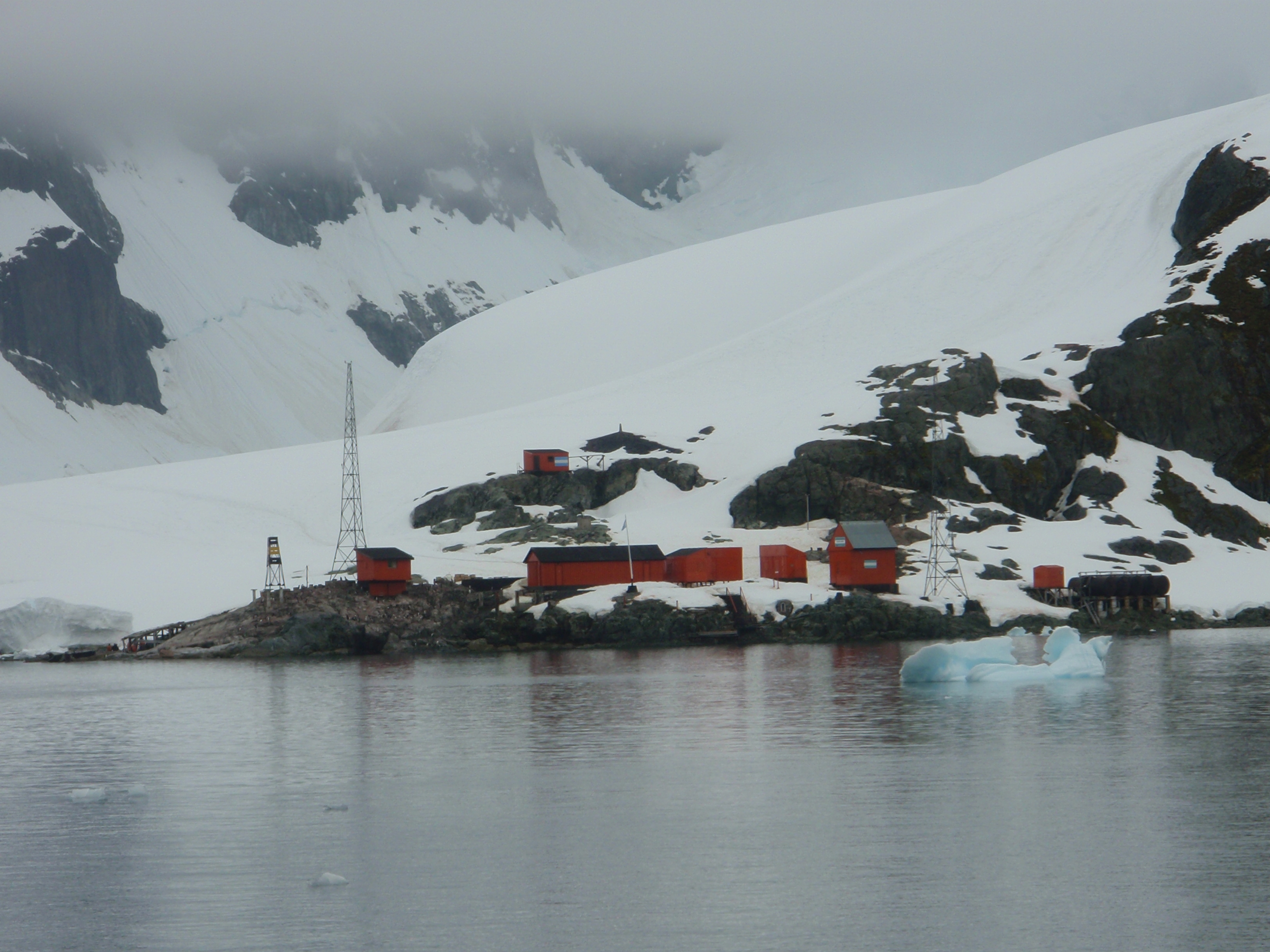
A Almirante Brown em 2009

Base Antártica Almirante Brown (64°51' S, 62°54' W) é uma base argentina na Antártida, que recebeu o nome Almirante Guillermo Brown, o pai da Marinha Argentina. A estação original, localizada na Baía Paraíso, foi queimada em 1984. A base foi reconstruída parcialmente, mas está ocupada apenas na estação do verão.

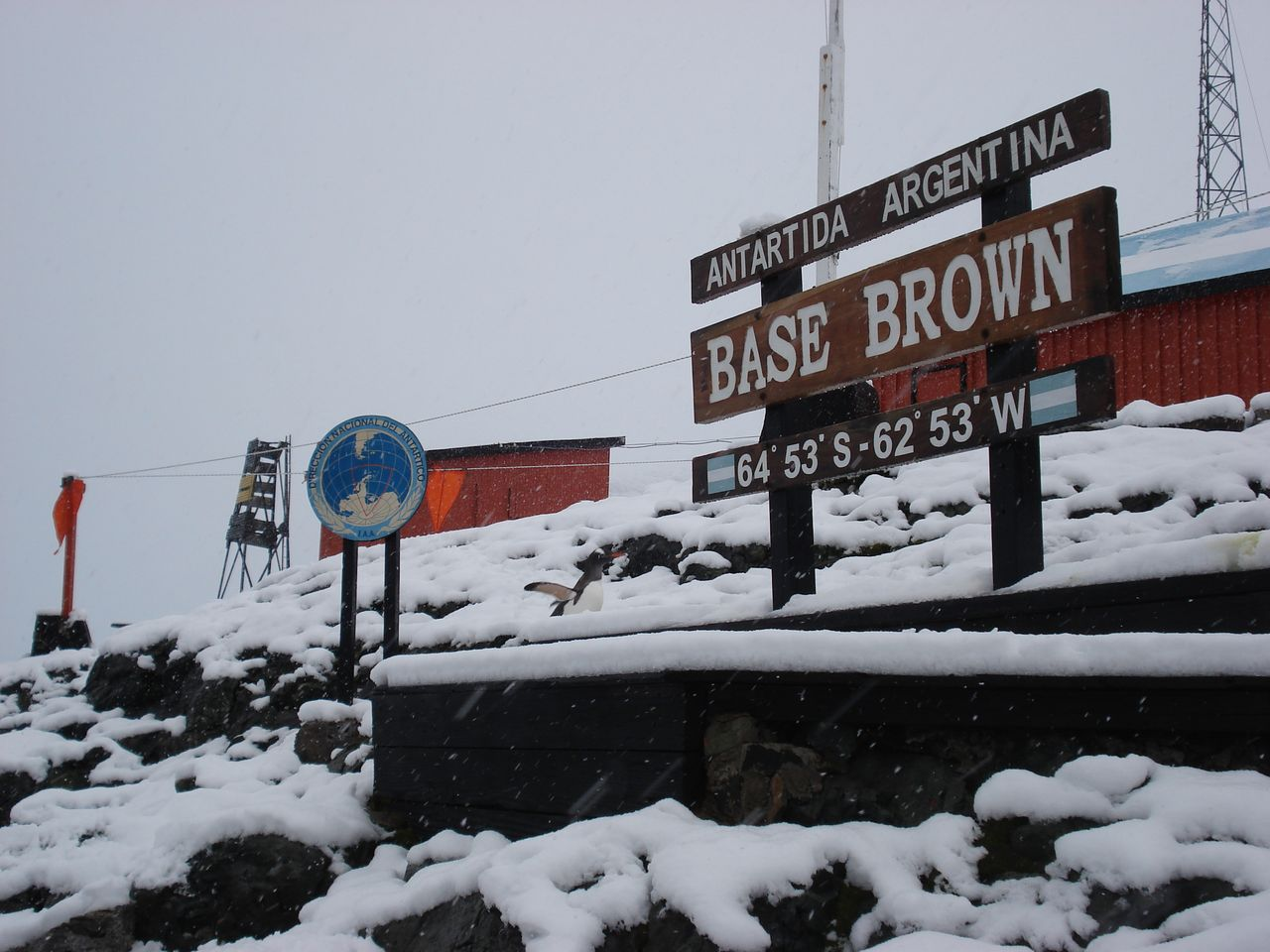
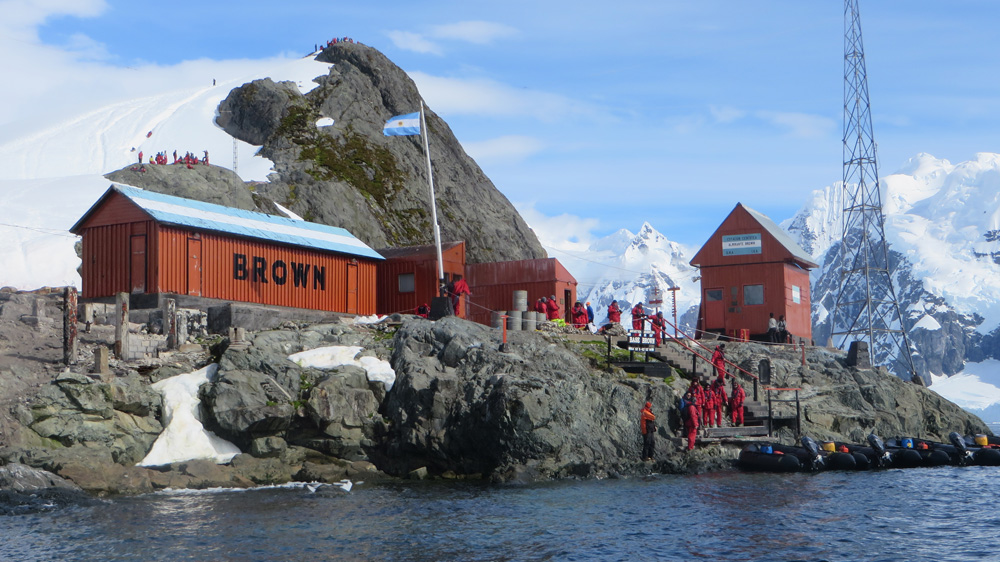
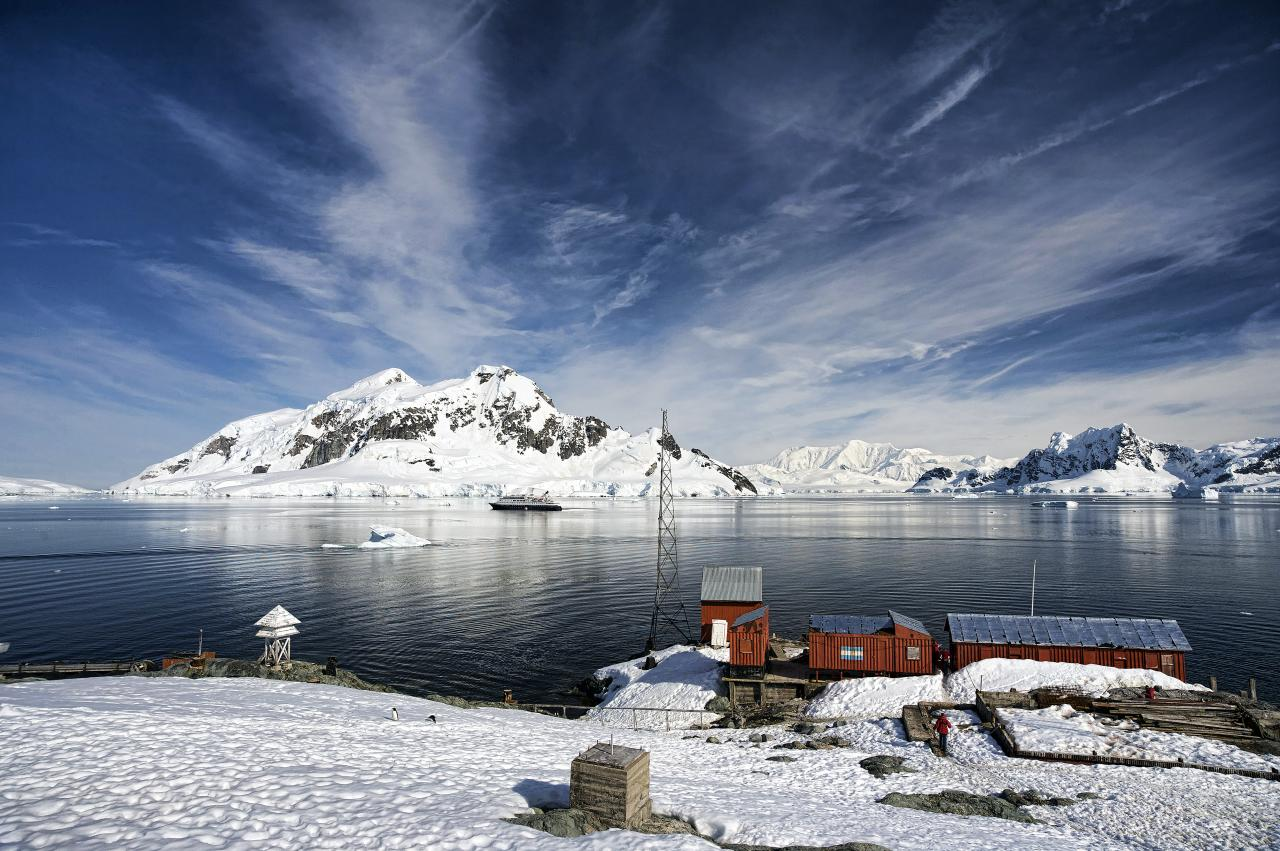
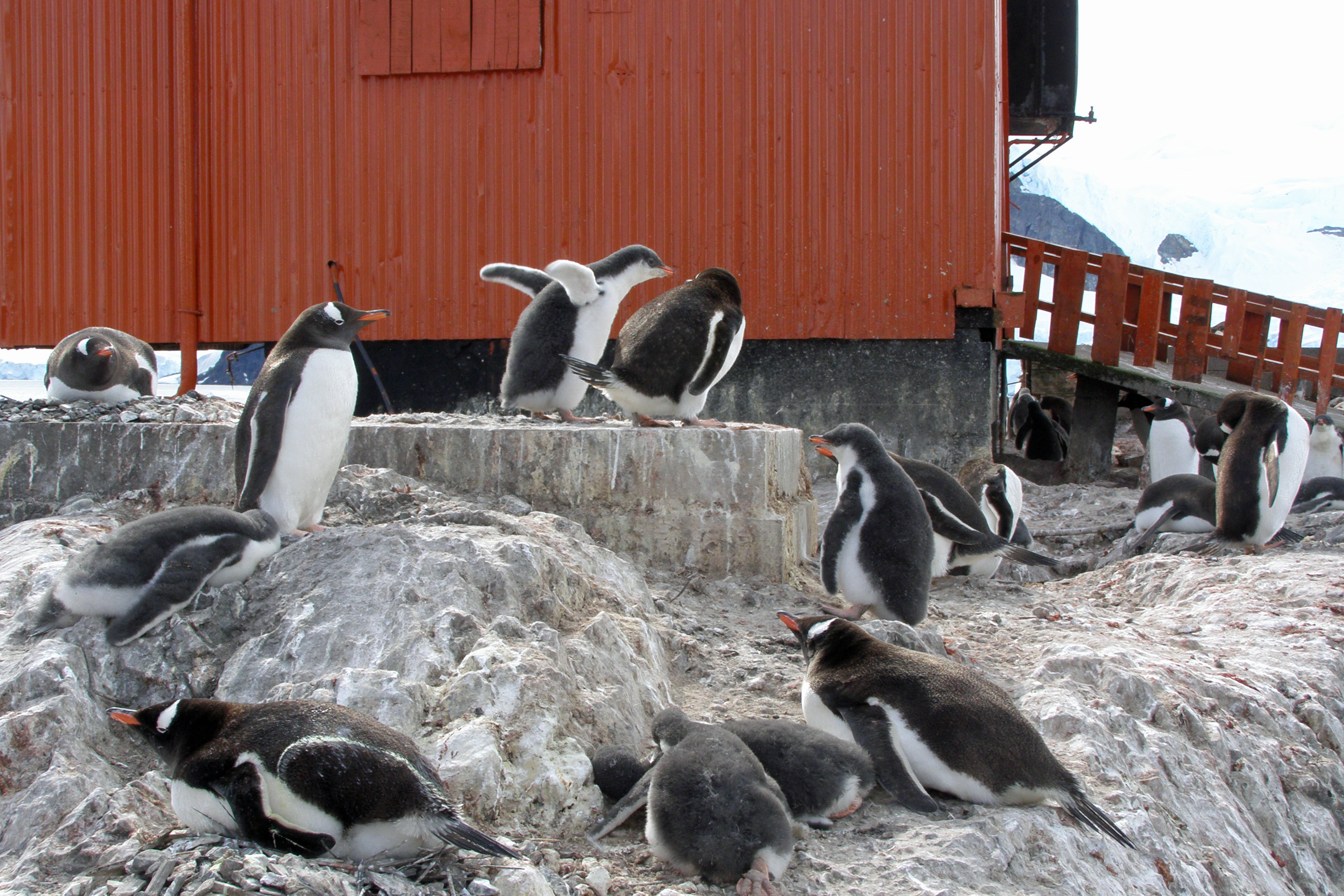